# Småtjärnarna (Svärdsjö socken, Dalarna)
Småtjärnarna är en sjö i Falu kommun i Dalarna och ingår i Gavleåns huvudavrinningsområde. Sjön är 4,5 meter djup, har en yta på 0,0358 kvadratkilometer och befinner sig 271 meter över havet. Vid provfiske har abborre och mört fångats i sjön.